# Beau Vallon (Profondeville)
Pour les articles homonymes, voir Beau Vallon (homonymie).
Beau Vallon est un quartier de la commune de Profondeville, en province de Namur (Région wallonne de Belgique). Il est situé entre Bois-de-Villers et Profondeville, et s'étire selon un axe ONO/ESE.
Beau Vallon, de nature très résidentielle, possède un comité de quartier.